# The Potter and the Clay
The Potter and the Clay è un cortometraggio muto del 1914 diretto da George Melford.

## Produzione
Il film fu prodotto dalla Kalem Company.

## Distribuzione
Distribuito dalla General Film Company, il film - un cortometraggio in due bobine - uscì nelle sale cinematografiche statunitensi il 21 settembre 1914.